# Каникати
Каникатѝ (на италиански: Canicattì, на сицилиански Caniattì, Каниати) е град и община в Южна Италия, провинция Агридженто, автономен регион и остров Сицилия. Разположен е на 465 m надморска височина. Населението на общината е 325 393 души (към 2012 г.).